# Szeretfalva–Déda-vasútvonal
A Szeretfalva–Déda-vasútvonal (románul: Calea ferată Sărățel–Deda) egy 48 km hosszú, normál nyomtávolságú (1435 mm) vasúti fővonal Beszterce-Naszód és Maros megye területén, Erdélyben. A vonal igen fontos szerepet tölt be az ország vasúti életében, Dél-Erdélyt és Székelyföldet köti össze Észak- és Nyugat-Erdéllyel. Az eredeti vonalat a Magyar Királyi Államvasutak építette 1940–1942 között, a második bécsi döntést követően, hogy biztosítsa a Magyarországhoz csatolt székely megyék összeköttetését az anyaországgal. A vasútvonal napjainkban a CFR egyvágányú, villamosított vasútvonala, része a 400-as vasúti fővonalnak.

## Története

### Előzmények
Erdélyben 1870 és 1910 között intenzív vasútépítési munkálatok folytak, az Osztrák–Magyar Monarchia kiemelten fontosnak tartotta az elmaradott országrész bekapcsolását a forgalomba. A trianoni békeszerződés aláírása után teljes Erdély a Román Királyság része lett, így a vasúti hálózatot is a román államvasút, a Căile Ferate Române vette át. A két világháború között az erdélyi vaspályákon érdemi fejlődés nem történt, csak a regáti részeken történtek beruházások.
A vasútvonal létrejöttét a második bécsi döntésnek köszönheti, amelyet 1940. augusztus 30-án írták alá. A döntést követően Erdély északi része a Székelyfölddel együtt visszatért Magyarországhoz. Azonban az új határvonalat döntően az etnikai határok mentén húzták, a gazdaságföldrajzi és közlekedési szempontokat kevésbé vették figyelembe. Torda környékén nagy földgázlelőhelyek voltak német érdekeltséggel, ezeket pedig a Harmadik Birodalom nem kívánta Magyarországhoz csatolni. Így jött létre a „Göring hasa” elnevezésű beszögellés, ahol Románia ékszerűen benyúlt Magyarország területére Kolozsvár és Marosvásárhely között. Így a két várost összekötő vasútvonal (az észak-erdélyi vasúti fővonal) egy jelentős szakaszon Románia területén maradt. A vonalon korridorvonat haladását a román fél nem engedélyezte, így Marosvásárhely és a székely körvasút lényegében el volt vágva a magyarországi vasútvonalaktól.
Eleinte az utasokat és az árut autóbuszok és teherautók vitték vonattól vonatig a Beszterce (vagy Szeretfalva) és Szászrégen közötti kb. 50 km-es rossz közúton. 1940 december közepére a Marosvásárhelyi Kisvasút 16 km-es meghosszabbításával a honvédség épített egy keskeny vágányú vonalat Kolozsnagyida és Szászlekence között, így kisvasúttal összekötve az újonnan megszerzett területeket. Ez azonban kis kapacitású volt, a 760 mm-es nyomtávú igen hosszú és kanyargós vasútvonal a Székelyföld napi 3000-3500 tonnás igényét nem tudta fedezni.

### Az építkezés
Példátlan gyorsasággal kellett a csatlakozást megépíteni. Teleki Pál akkori miniszterelnök, Horthy István a MÁV elnöke és Algyay Pál kereskedelemügyi államtitkár napok alatt eldöntötték, hogy Déda és Szeretfalva között, a hegyeken át kötik össze a Kis-Szamos vízgyűjtőjében futó Kolozsvár–Dés–Beszterce vonalat a Maros völgyében haladó „székely körvasúttal”. A különböző célszerűségi szempontok között az is szerepet kapott, hogy e létfontosságú vasút ne legyen túl közel az új határvonalhoz.
A magyar vasúttörténetben páratlan módon készült el az új pálya. A tervezéssel szinte egyidejűleg kezdődött maga a munka, olyan tájon, ahol a nagyon rosszak voltak a talajadottságok, az erős szintkülönbségek miatt korábban senkinek sem jutott volna eszébe ott vasutat építeni. A területről jó térképek sem voltak.
Csupa ívből állt a jövendő pálya. A 48 km-es távon 80 ív volt, hiszen 225 méteres szintkülönbséget kellett leküzdeni. A legmagasabb ponton egy „nagyalagúton” hagyta el a pálya a Sajó völgyét, a vízválasztó után már „csupán” száz métert ereszkedett a Maros partjáig.
Noha az Országgyűlés az Észak-Erdély visszacsatolását rögzítő törvényben (1940. évi XXVI. tc.) vasútépítésekben szabad kezet adott a kormánynak, nyilvános versenytárgyaláson hat vállalat kapott megbízást magának a vasúti pályának, hidaknak, alagutaknak, az ehhez tartozó vízelvezetések egy-egy szakaszának építésére. Persze további vállalatok is közreműködtek: a MÁVAG szállította például a hidak vasszerkezeteit, a felépítmény fektetését maga a MÁV végezte.
Még nem volt megtervezve a végleges nyomvonal, de már 1940 végén hozzákezdtek a közelebbi építőanyag-lelőhelyek felkutatásához, anyagok felhalmozásához. Csakhogy szokatlanul kevés építőanyag volt a környéken, sok mindent nagy távolságról kellett hozni. A szállításhoz, s egyáltalán az építkezés megkezdéséhez 60 hidat, 52 km közutat kellett átépíteni, 15 km újat építeni, sőt, a nagy terhelés miatt ezeket mindvégig folyamatosan javítani, hengerelni kellett.
A MÁV Besztercén nagy tervezőirodát állított fel, a helyszínen szakaszmérnökségeket. A hatalmas munkássereg a környék szegény falvaiban nem férhetett el, ezért többfelé barakkokból, raktárakból, irodákból álló telepeket építettek, a lovaknak istállókat. Az OTI kisebb kórházat állított fel, öt helyen fürdőket, fertőtlenítőépületeket emeltek, sőt fertőtlenítővonat, mozgó tábori fertőtlenítőgépek is kellettek. A munkások élelmiszerrel, az állatok takarmánnyal való ellátása a „Hangya Szövetkezetre” hárult.
1941 áprilisától már a vonal egész hosszán folytak a munkálatok, de a tervet jóváhagyó „közigazgatási bejárásra”, amelyen az érintett falvak vezetői is részt vettek, csak július végén került sor. Folytak a területkisajátítások, két faluban házakat is le kellett bontani, helyettük újakat építeni. A községek ingatlanátadással, közmunkával segítették az építkezést. Az új vasút 9 településen haladt át, de közelsége mintegy 20 falu életét változtatta meg.
Hallatlan mennyiségű földmunkát kellett elvégezni, hegyeket, dombokat áthidalni, patakokat elterelni. Csúszós agyagtalajon, homokrétegeken 20 méter mély bevágásokat 20 méter körüli feltöltések követték, mindezt zömében kézi munkával, hisz alig volt egy-két markológép. A szállítás eszköze a talicska, a lovaskordé, esetleg az ideiglenes kisvasút, csillékkel. 2,9 millió m3 földet mozgattak meg, amiből 0,9 millió m3-t nem lehetett hasznosítani. Ezzel szemben messziről kellett hozni 42 ezer vagon terméskövet, 18 ezer vagon zúzott kavicsot, de még 11 ezer vagon salakot is. Csak az odaszállított anyag kitett volna egy 1400 km hosszúságú vonatot.
A helyszíni munka közel 6 millió (10 órás) munkanapot tett ki. A Kereskedelemügyi Minisztérium tájékoztatója szerint 27 ezer munkás dolgozott állandóan, köztük 8500 kubikos, 12 ezer napszámos, 1941 őszétől 2700 munkaszolgálatos katona, 110 tehergépkocsi, 2700 szekér – a korban nagy kapacitáskoncentrációt jelentett. A töltésmozgások megelőzésére, a vizek elvezetésére nemcsak csőátereszek készültek, hanem keskeny, de néhol 10–20 m mély bevágások, ún. szivárgók, amelyeket kővel töltöttek meg. Ebből több mint 34 km-t kellett 230 ezer m³ kő felhasználásával kialakítani.
Rossz időben sem állt meg a munka. Fűtött deszkaharang alatt, melegített anyagból építették a hatalmas betonhídlábakat. A kormány is sürgette a munkát, az ország hadba lépése viszont nehezítette. A hatóságilag zárolt vagy hiánycikknek számító építőanyagokat, üzemanyagokat nehéz volt beszerezni, de még szállítani is. 1942 nyarára a legnagyobb munka, a két alagút is elkészült Monorfalva közelében. Az 538 méter tengerszint feletti magasságon fekvő nagy alagút 930 m hosszú lett, a kis alagút 496 m hosszú.
1942. október 11-én a 48 kilométeres vasút teljes hosszában összeért a vágány. Novembertől – bár még javában folyt az építkezés – a Székelyföldre menő teherforgalmat legalább részlegesen meg lehetett indítani.
A különösen rossz terepviszonyok között végzett gyors munka megbosszulta magát. Töltéscsúszás már az építkezés közben is előfordult. A talajvizesedést sem lehetett teljesen kizárni. Újabb töltéseket, újabb szivárgókat, töltéstámasztékokat, másutt az átázott töltésbe hídszerű faszerkezeteket kellett építeni.

### Az átadás
A vasút még 1942-ben elkészült. A 48 km nyílt vonali pálya mellett 25 km állomási vágány, Dédán teljesen új állomás, Szeretfalván szintén, négy további állomás, 3 megállóhely, 30 híd, 4 viadukt, 21 alul- és felüljáró, 160 épület: egy sor komoly vasúti őrház, víztornyok épültek.
1942. december 5-én, Miklós nap előestéjén, Horthy kormányzó nyitotta meg a vasutat a közforgalom számára majdnem pontosan két év megfeszített munka eredményeként. E „másodrangú fővonalra” 60–75 km/óra sebességet engedélyeztek, bár helyenként nagyon lassan mehetett a szerelvény. A motorvonat 45 perc alatt, a személyvonat bő egy óra alatt tette meg a 48 km-es távolságot. Az út Budapest és Sepsiszentgyörgy között ezután 16 óráig tartott. A munkák persze folytak tovább.
A terep és talajadottságok, a földmunkák nagysága, a műtárgyak sokasága miatt Horváth Ferenc vasúttörténész szerint a MÁV utolsó nagyszabású vasútépítési munkája volt a vonal.
Az új vasútvonalnak fontos hadi szerep is jutott, hiszen a Román-alföldön kitermelt nyersolaj nagy részét is ezen az úton szállították a Harmadik Birodalomba.
A vonal Alsórépa és Gledény között éri el a tetőpontját, nagyjából 550 méter magasan, itt van ugyanis a Szamos és Maros közti vízválasztó, amelyet alagúttal fúrtak át. A szeretfalvai kiindulópont kb. 330 méter magasan található, Déda mintegy 480 méteren. Emiatt a pálya Szeretfalva felől meredekebb, mint Déda felől.
A második világháború után a vonal teljes egésze visszakerült Romániához, így az építkezésből elsősorban a román állam és vasúttársasága profitált, amely a hetvenes években villamosította a vasútvonalat. A vonal napjainkban is a legfontosabb összekötőkapocs Délkelet- és Északnyugat-Erdély között.

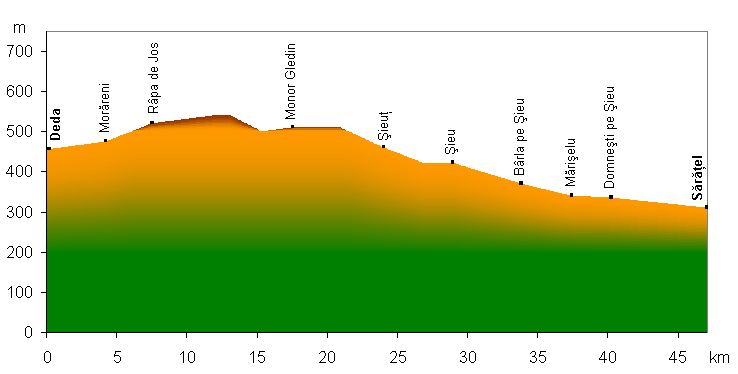
A pálya domborzati keresztmetszete Dédától Szeretfalváig

## Napjainkban
A vasútvonal napjainkban a CFR 400-as fővonala, egyvágányú és 25 kV 50 Hz-cel villamosított. Sok gyorsvonat halad át Brassó és Szatmárnémeti között, valamint a teherszállításban is fontos szerepe van. A Román Államvasutak ma is küszködik a természeti nehézségekkel, a megcsúszásokkal és átázásokkal. Emiatt sűrűn van karbantartás, de a vonalat fejlesztik is stratégiai mivolta miatt.
A vonal jelenleg is biztosítja Budapest összeköttetését a Székelyfölddel, erre közlekednek a MÁV egyes Budapest–Brassó viszonylatú vonatai is, a 2010-es menetrend szerint a Corona nemzetközi gyorsvonat és a Hargita IC.

## Fordítás
- Ez a szócikk részben vagy egészben a Bahnstrecke Deda–Sărățel című német Wikipédia-szócikk ezen változatának fordításán alapul.  Az eredeti cikk szerkesztőit annak laptörténete sorolja fel. Ez a jelzés csupán a megfogalmazás eredetét és a szerzői jogokat jelzi, nem szolgál a cikkben szereplő információk forrásmegjelöléseként.